# Klaprothia mentzelioides
Klaprothia mentzelioides är en brännreveväxtart som beskrevs av Carl Sigismund Kunth. Klaprothia mentzelioides ingår i släktet Klaprothia och familjen brännreveväxter. Inga underarter finns listade i Catalogue of Life.